# Nošovice
Nošovice település Csehországban, a Frýdek-místeki járásban. Nošovice Frýdek-Místek, Vojkovice, Nižní Lhoty, Dobratice, Horní Domaslavice és Dobrá településekkel határos. Lakosainak száma 1013 fő (2024. január 1.).

## Népessége
A település lakosságának változását az alábbi diagram mutatja:
| Lakosok száma | 665  | 793  | 821  | 903  | 975  | 937  | 991  | 1066 | 972  | 1013 |
|               | 1869 | 1900 | 1921 | 1961 | 1980 | 2011 | 2016 | 2019 | 2021 | 2024 |

## Éghajlata
Éghajlata mérsékelt égövi nedves kontinentális. A négy évszak határozottan elkülönül.

## Gazdasága
Itt épült a dél-koreai Hyundai egy autógyára.

### A Radegast
A város híres sörgyára 1971-ben épült, eredetileg Radhošt néven. Az észak-morva területek ellátására tervezték, de söréből jóformán a kezdetektől jutott Magyarországra is. 1991-ben a Pilseni Sörgyárral együtt privatizálták. A 2000-es években a dél-afrikai SAB csoport tulajdona.